# Княжа Долина
Княжа Долина (з 1921 до 2016 — Червоний Прапор) —  село в Україні, у Краснокутській селищній громаді Богодухівського району Харківської області. Населення становить 208 осіб. До 2020 орган місцевого самоврядування — Олексіївська сільська рада.

## Географія
Не східній околиці села тече річка Княжна, ліва притока Сухого Мерчика.
Село Княжа Долина розміщенев балці Лисича, по якій протікає пересихаючий струмок із великими загатами. Примикає до села Бідило.

## Історія

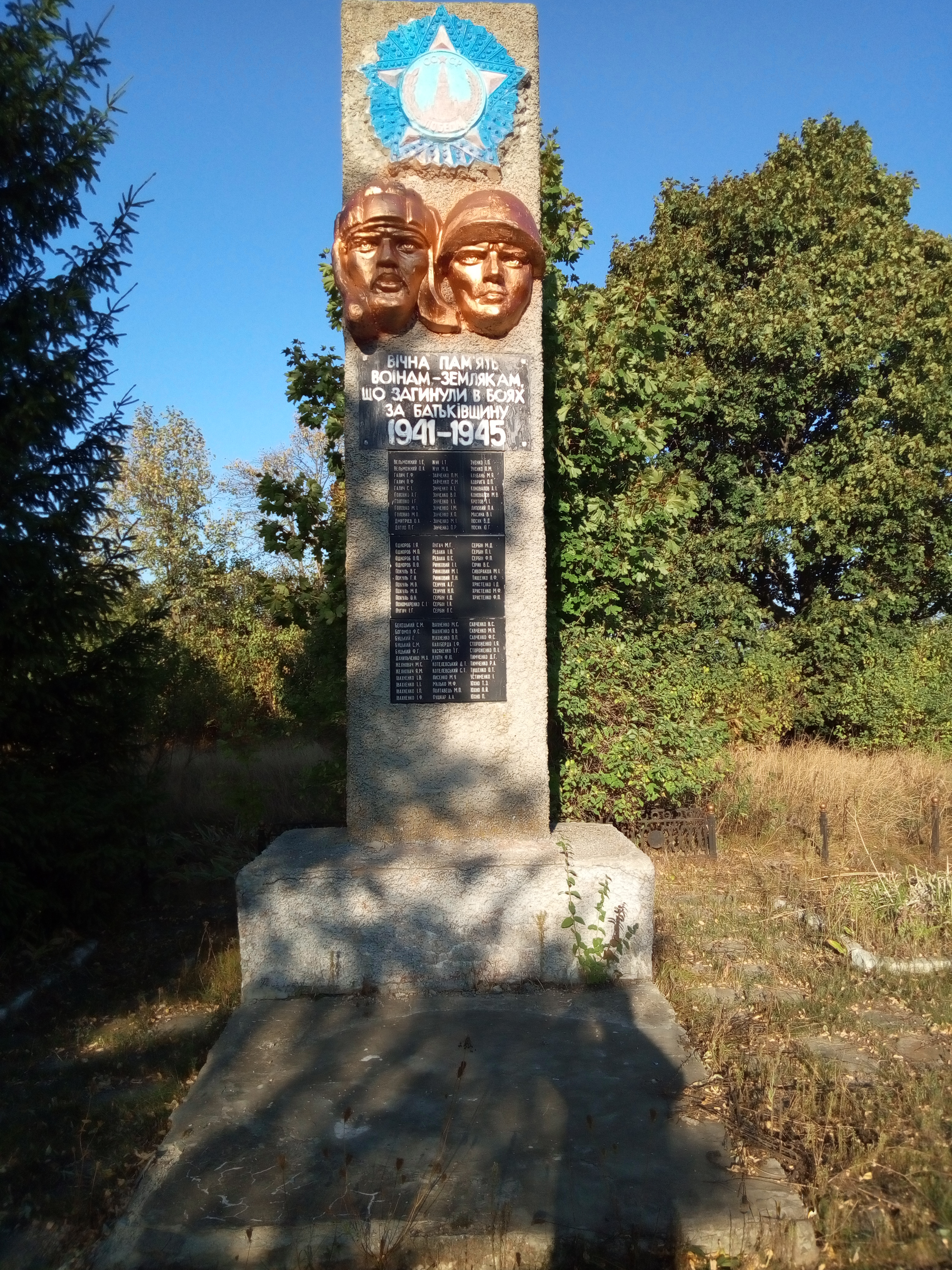
Братська могила радянських воїнів

- 1699 рік — дата заснування села Княжа Долина.
- 1921 рік — перейменовано в село Червоний Прапор.
- 2016 рік — селу повернена первісна назва.
- 12 червня 2020 року, розпорядженням Кабінету Міністрів України № 725-р «Про визначення адміністративних центрів та затвердження територій територіальних громад Харківської області», увійшло до складу Краснокутської селищної громади.[1]
- 19 липня 2020 року, в результаті адміністративно-територіальної реформи та ліквідації Краснокутського району, село увійшло до складу Богодухівського району[2].

## Відомі люди
Народився Жуковський Едуард Федорович (1935) — український художник-графік, заслужений працівник культури України